# Арлингтън
Вижте пояснителната страница за други значения на Арлингтън.
Арлингтън (на английски: Arlington) е градски окръг във Вирджиния, Съединени американски щати.
Разположен е на десния бряг на река Потомак, в непосредствена близост до столичния град Вашингтон. В него се намират някои важни държавни и правителствени институции, включително Пентагонът. Населението му е около 200 000 души (2006).

## Личности
Родени в Арлингтън
- Сандра Бълок (р. 1964), актриса

Починали в Арлингтън
- Джордж Линкълн Рокуел (1918 – 1967), политик

## Побратимени градове
- Аахен, Германия от 1993 г.